# Tritium Calcio 1908
Maillots
Dernière mise à jour : 30 janvier 2025.
Tritium Calcio 1908 est un club de football italien fondé en 1908 et basé à Trezzo sull'Adda, en Lombardie.

## Historique
Le club a été créé en 1908. Son nom dérive du nom latin de la ville.
Il est promu le 11 avril 2010, avec 5 journées d'avance en Ligue Pro Deuxième Division, pour la première fois de son histoire.
Il est promu le 1er mai 2011 en Ligue Pro Première Division, pour la première fois de son histoire.
Le 8 novembre 2012, Oscar Magani est nommé entraineur.

## Identité du club

### Logos
Les couleurs de Tritium Calcio 1908 sont le Bleu ciel et le Blanc.

Ancien logo
Logo actuel du club

## Changements de nom
- 1908-1934 : Società Ginnastica Tritium
- 1934-1936 : Fascio Giovanile di Combattimento Trezzo
- 1936-1944 : Associazione Sportiva Trezzo
- 1944-1980 : Società Sportiva Tritium
- 1980-2010 : Società Sportiva Tritium 1908
- 2010-2014 : Tritium Calcio 1908
- 2014- : Tritium Calcio 1908